# Pachykytospora
Pachykytospora Kotl. & Pouzar (nieciennica) – rodzaj grzybów z rzędu żagwiowców (Polyporales).

## Charakterystyka
Owocniki rozpostarte lub siedzące, guzkowate. Pory w liczbie 2–5 na mm, o powierzchni od białej do brązowej z różowo-fioletowym odcieniem. System strzępkowy bi-lub trimityczny, strzępki generatywne szkliste, cienkościenne ze sprzążkami, strzępki szkieletowe bladożółte, grubościenne, strzępki łącznikowe często niewyraźne, od szklistych do bladożółtych. U niektórych gatunków występują cystydy, u niektórych ich brak. Bazydiospory elipsoidalne, grubościenne, z niewyraźnymi, nieregularnymi guzkami i niskimi podłużnymi grzbietami; ornamentacja powierzchniowa stają się widoczna po zabarwieniu zarodników błękitem metylowym. Dojrzałe zarodniki są czasami gładkie i szkliste.
Szeroko rozprzestrzenione grzyby poliporoidalne, saprotrofy i pasożyty drzew. Powodują białą zgniliznę drewna.

## Systematyka i nazewnictwo
Pozycja w klasyfikacji według Index Fungorum: Polyporaceae, Polyporales, Incertae sedis, Agaricomycetes, Agaricomycotina, Basidiomycota, Fungi.
Takson utworzyli w 1963 r. František Kotlaba i Zdeněk Pouzar. Synonim: Haploporus sect. Pachykytospora (Kotl. & Pouzar) Piątek 2005.
Gatunki:
- Pachykytospora alabamae (Berk. & Cooke) Ryvarden 1972
- Pachykytospora papyracea (Cooke) Ryvarden 1972
- Pachykytospora tuberculosa (Fr.) Kotl. & Pouzar 1963 – nieciennica guzowata
- Pachykytospora wasseri Zmitr., Malysheva & Spirin 2007

Wykaz gatunków i nazwy naukowe na podstawie Index Fungorum.
W Polsce występuje P. tuberculosa. Polską nazwę podali D. Karasiński i inni w 2006 r.